# Admiralapotheker (Bundeswehr)
Admiralapotheker (dobesedno nemško Admiralapotekar; okrajšava: AdmAp; kratica: ADMAP) je specialistični generalski čin za sanitetne častnike farmacevtske izobrazbe v Bundesmarine (v sklopu Bundeswehra). Sanitetni častniki medicine oz. dentalne medicine nosijo čin Generalarzta (Heer/Luftwaffe) oz. Admiralarzta (Bundesmarine); čin je enakovreden činu brigadnega generala (Heer in Luftwaffe) in činu admirala flotilje (Marine).
Nadrejen je činu Flottenapothekerja. V sklopu Natovega STANAG 2116 spada v razred OF-6, medtem ko v zveznem plačilnem sistemu sodi v razred B6.

## Oznaka čina
Oznaka čina je enaka oznaki čina kapitana, pri čemer ima na vrh oznake dodano še oznako specializacije: kača nad izparilnico.